# Frédéric II (roi de Danemark)
Pour les articles homonymes, voir Frédéric II et Frédéric, prince de Danemark.
Frédéric II (en danois et norvégien : Frederik II), né le 1er juillet 1534 à Hadersleben et mort le 4 avril 1588 à Antvorskov (royaume de Danemark et de Norvège), fut roi de Danemark et de Norvège de 1559 à sa mort.

## Famille
Il est le fils de Christian III et de Dorothée de Saxe-Lauenbourg (1511 – 1571).

### Mariage et descendance
Après quelques pourparlers visant à l'unir à l'archiduchesse Élisabeth d'Autriche, fille de l'empereur Maximilien II du Saint-Empire, 
Frédéric II de Danemark épousa le 20 juillet 1572, Sophie de Mecklembourg-Güstrow (1557 – 1631), fille du duc Ulrich de Mecklembourg-Güstrow et d'Élisabeth de Danemark.
De cette union naquirent :
- Élisabeth (1573 – 1626), épouse en 1590 Henri-Jules de Brunswick-Wolfenbüttel (1564 – 1613) ;
- Anne (1574 – 1619), épouse en 1589 Jacques Ier, roi d'Angleterre et d'Écosse (1566 – 1625) ;
- Christian IV (1577 – 1648), roi de Danemark, épouse Anne-Catherine de Brandebourg (1575 – 1612), puis Christine Munk en 1615 ;
- Ulrich (1578 – 1624), évêque de Schleswig, évêque de Schwerin, il épousa Catherine Hahn (fille d'Othon Hahn) ;
- Augusta (1580 – 1639), épouse en 1596 Jean-Adolphe de Holstein-Gottorp (1575 – 1616) ;
- Hedwige (1581 – 1641), épouse en 1602 Christian II, électeur de Saxe (1583 – 1611) ;
- Jean (1583 – tué en 1602).

## Biographie
Frédéric II de Danemark se présente tout d'abord comme le dirigeant typique de la Renaissance du Danemark. Contrairement à son père, tout jeune homme il est fortement influencé par les idéaux militaires, et se lie d'amitié avec des princes militaires allemands. Peu de temps après son accession au trône, à l'été 1559, il remporte sa première victoire, faisant la conquête de la république paysanne « Bauernrepublik » indépendante de Dithmarse située dans la partie occidentale du duché de Holstein (région aujourd'hui en Allemagne).
Le conflit dominant de son règne est la guerre de Sept ans scandinave (1563 – 1570), au cours de laquelle il tente en vain de conquérir la Suède gouvernée par le roi fou Éric XIV (1563). Cette guerre d'usure devient extrêmement coûteuse, les territoires de Scanie sont ravagés par les Suédois et la Norvège est presque perdue. Au cours de cette guerre, Frédéric II de Danemark conduit personnellement son armée sur le champ de bataille, mais sans grand résultat. Ce conflit armé endommage ses relations avec ses conseillers. Toutefois des troubles internes à la Suède et la prise en charge de l'administration danoise par le ministre des Finances Peder Oxe (en) stabilise la situation. La guerre se termine par un statu quo qui permet au Danemark d'obtenir la paix en sauvant la face, et Frédéric II signe le traité de Stettin (1570), qui n'apporte que peu d'avantages au Danemark mais démontre les limites de la puissance militaire danoise.
Après la guerre, Frédéric II maintient la paix sans renoncer à sa tentative de chercher à étendre son prestige en tant que puissance navale. Il crée une marine qui met fin à l'hégémonie de la Hanse dans la Baltique et y établit la domination du Danemark. Sa politique étrangère est marquée par un appui des puissances étrangères protestantes. Élisabeth Ire d'Angleterre étant célibataire, Frédéric II de Danemark la courtise, une initiative qui fait de lui un chevalier de la Jarretière (1578). Mais dans le même temps il respecte une stricte neutralité. Les conseillers d'expériences tels que Peder Oxe, Niels Kaas, Arilds Huifeldt et Christophe Valkendorff prennent soin de l'administration interne.
Frédéric II de Danemark est décrit comme un roi chaleureux, vainement courageux et ambitieux. Il est un passionné de chasse, de vin et de fêtes. À sa mort, d'après l'opinion publique, il but lui-même à la mort.
Entre 1574 et 1585, Frédéric II reconstruit le château de Kronborg, à Elseneur, qui sert de cadre à la pièce de Shakespeare Hamlet. En 1587, il fonde la ville de Fredrikstad en Norvège, C'est une période de prospérité et de croissance pour l'Histoire danoise. Frédéric II est également un soutien pour le célèbre astronome Tycho Brahe, et fonde l'école secondaire supérieure Frédéric II à Fredrikstad.

### Mort et inhumation

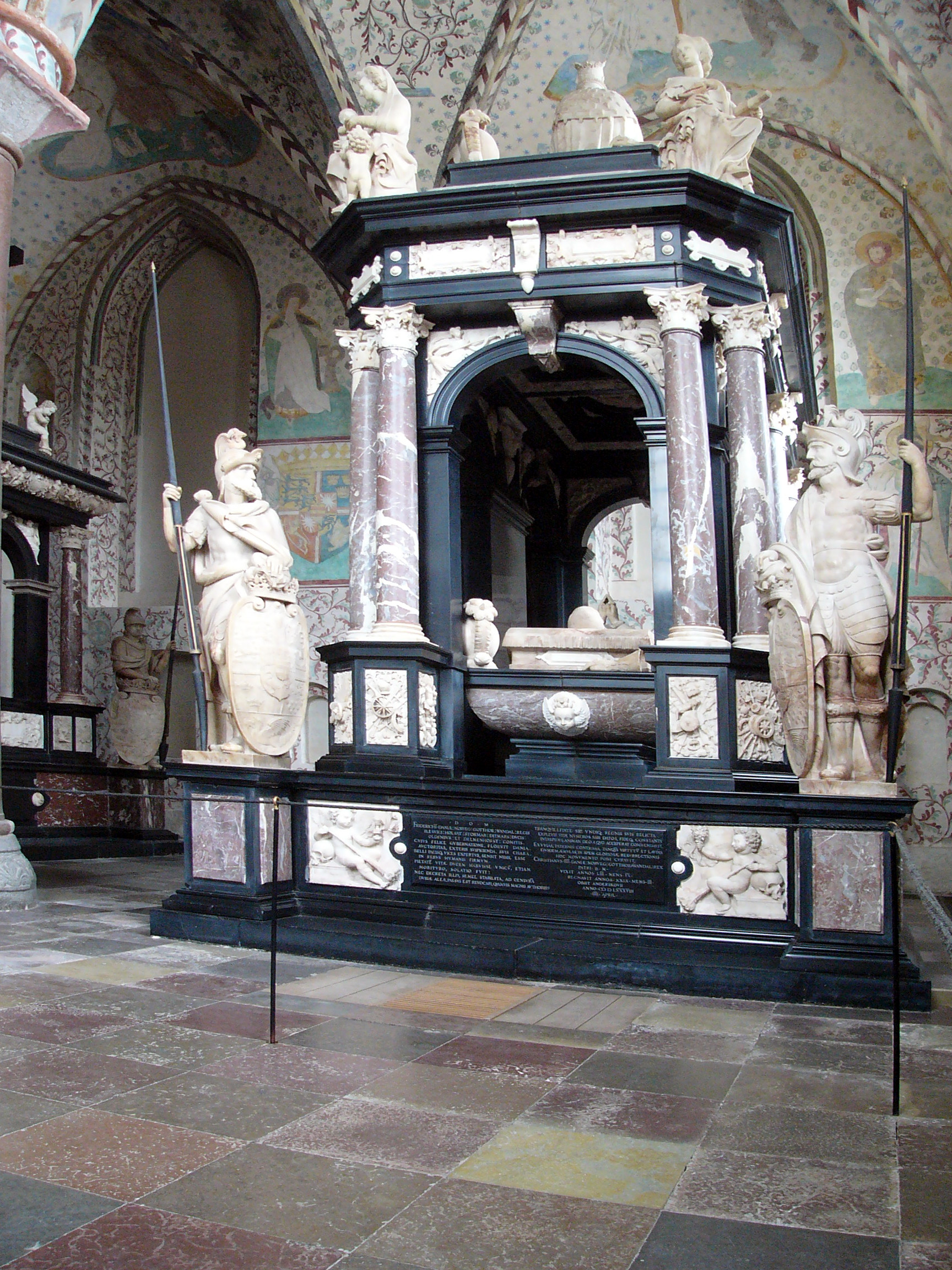
Tombeau de Frédéric II de Danemark dans la cathédrale de Roskilde.

Frédéric II de Danemark meurt le 4 avril 1588 à Antvorskov, il est inhumé en la cathédrale de Roskilde.